# Гетье, Александр Фёдорович
Алекса́ндр Фёдорович Гетье (1889, Москва — 8 января 1938, Москва) — советский тренер по боксу и альпинист; сын известного врача Фёдора Гетье. Судья всесоюзной категории (1937).

## Биография
По образованию — инженер.
С началом Первой мировой войны по мобилизации был направлен в офицерское училище. В начале Гражданской войны воевал в белой армии. В 1920 году преподавал на центральных курсах инструкторов Всевобуча.

### Боксёр и тренер
Начал заниматься боксом в 1908 году в секции Московского клуба лыжников, принял участие в чемпионате России 1914 года.
В начале 1920-х годов организовал секцию бокса при Вхутемасе, где начал тренерскую карьеру; был тренером в «Динамо». Тренер команды Москвы на Всесоюзной спартакиаде 1928 года. Среди его учеников были:
- Михайлов, Виктор Павлович — лучший советский полутяжеловес 1930-х годов, бессменный чемпион СССР с 1933[прим 1];
- Иванов, Иван Игнатьевич — финалист Всесоюзной спартакиады 1928 в лёгком весе[прим 1];
- Тимошин, Андрей Васильевич — чемпион СССР 1934, 1936 в полусреднем весе;
- Булычёв, Анатолий Иванович — чемпион СССР 1933 в тяжёлом весе;
- Матулевич-Ильичёв, Юрий Болеславович — впоследствии заслуженный тренер СССР;
- Кирштейн, Густав Александрович — впоследствии заслуженный тренер СССР.

### Альпинист
Увлекался альпинизмом. На Кавказе им были покорены обе вершины Эльбруса, Тетнульд, Гестола, Безенгийская стена. В 1933 году участвовал в первовосхождении на Пик Сталина (7495 м; позднее — Пик Коммунизма, Пик Исмаила Самани); в передовой группе (вместе с Евгением Абалаковым и Николаем Горбуновым) дошёл до высоты около 6900 м, где у него случился сердечный приступ.

### Арест и гибель
Арестован 14 декабря 1937 года; 8 января 1938 года приговорён ВКВС СССР к расстрелу по статье 58 УК РСФСР по обвинению в шпионаже и участии в контрреволюционной террористической организации (был включён в т. н. «сталинский список» от 3 января); в тот же день расстрелян. Реабилитирован 14 января 1965 года.

## Книги

### Бокс
- Гетье А., Ромм М. Английский бокс / предисловие Луначарского А. В. — Л.: «Время», 1930. — 141 с.
- Гетье А. Как стать боксёром. — М.: «Физкультура и туризм», 1930. — 103 с.
- Гетье А. Бокс. — М.: «Физкультура и туризм», 1934. — 127 с.
Как указано в аннотации, книга «является руководством для инструкторов боксёрских секций и школ, для физкультурников-боксёров»; в 1936 году вышло 2-е издание. В 2005 году книга была переиздана в сборнике:
Харлампиев А. Г., Гетье А. Ф., Градополов К. В. Бокс — благородное искусство самозащиты. — М.: «Фаир-Пресс», 2005. — 512 с. — (Мастера единоборств. Из библиотеки А. А. Харлампиева) — ISBN 5-8183-0999-1
- Гетье А. Мастерство современного бокса. — М.: «Физкультура и туризм», 1937. — 119 с.
В предисловии автор писал: «я пытался обобщить наш советский и зарубежный материал по боксу и подать его в таком виде, чтобы обеспечить тренеру и мастеру глубокое понимание бокса и его законов».

### Альпинизм
- Абалаков В. М., Гетье А. Ф., Гущин Д. И. Высокогорные учебные походы и экспедиции. — М.: «Физкультура и туризм», 1937.